# Theodor Niemeyer

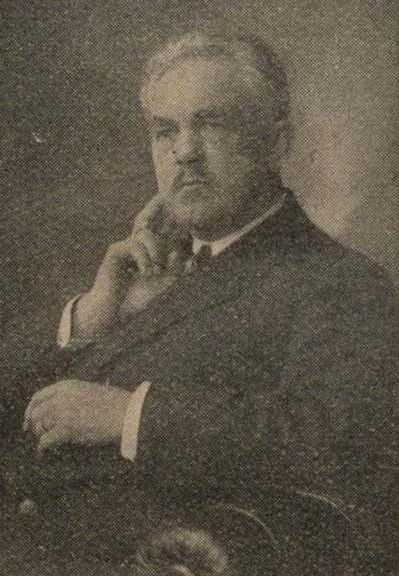
Theodor Niemeyer, um 1929

Theodor Hugo Edwin Niemeyer (* 5. Februar 1857 in Boll, Württemberg; † 23. Oktober 1939 in Berlin) war ein deutscher Völkerrechtler und Hochschullehrer.

## Leben
Niemeyer wuchs in Warburg auf. Sein Vater war der Justizrat Hans Niemeyer, sein Bruder Adelbert Niemeyer wurde Architekt und Maler in München. Niemeyer besuchte das Gymnasium Marianum in Warburg und das Görres-Gymnasium in Düsseldorf, an dem er 1875 die Reifeprüfung ablegte. Danach studierte er von 1875 bis 1878 Rechtswissenschaft und Nationalökonomie an der Universität Leipzig, der Ruprecht-Karls-Universität Heidelberg und der Friedrich-Wilhelms-Universität Berlin. Im Winter 1875/1876 wurde er Mitglied der Leipziger Universitäts-Sängerschaft zu St. Pauli. 1879 legte er beim Kammergericht die Referendarprüfung ab. Den juristischen Vorbereitungsdienst durchlief er bei Gerichten in Essen, Münster, Mülheim an der Ruhr und Berlin. 1883 wurde er Assessor und später Amtsrichter am Amtsgericht Unna. Im Dreikaiserjahr 1888 promovierte er und habilitierte er sich an der Friedrichs-Universität Halle über Römisches Recht.
1893 wurde er Extraordinarius an der Christian-Albrechts-Universität zu Kiel und 1894 Lehrstuhlinhaber für Römisches und Zivilrecht. 1907/1908 war er Rektor der Christian-Albrechts-Universität. Seine Rektoratsrede am 5. März 1907 befasste sich mit dem Thema Internationales Recht und nationales Interesse. Von 1894 bis 1907 lehrte er Internationales Recht an der Kieler Marineakademie. 1912 wurde sein Lehrstuhl in eine Professur für Internationales Recht und Kolonialrecht umgewandelt. 1915 gründete er Niemeyers Zeitschrift für internationales Recht. Als Mitbegründer der International Law Association war er deren Vizepräsident. Darüber hinaus war Niemeyer als Berater für die Kaiserliche Marine und das Auswärtige Amt tätig. 1917 war er Mitgründer der Deutschen Gesellschaft für Völkerrecht.
Nach dem Ersten Weltkrieg trat er für die Herstellung einer gerechten europäischen Friedensordnung ein und beschäftigte sich mit Fragen der Rüstungskontrolle.
Theodor Niemeyer hatte sechs Kinder. Er war der Vater des Malers Otto Niemeyer-Holstein und des Architekten und Malers Johannes Niemeyer.

## Schriften

### Autor
- Depositum irregulare. Max Niemeyer, Halle 1889 (Dissertation, Universität Halle, 1888).
- Positives Internationales Privatrecht. 1. Teil: Das in Deutschland geltende Internationale Privatrecht. Leipzig 1894.
- Vorschläge und Materialien zur Kodifikation des internationalen Privatrechts, Leipzig 1895.
- Das internationale Privatrecht des Bürgerlichen Gesetzbuches (= Das Recht des Bürgerlichen Gesetzbuches in Einzeldarstellungen. Bd. 11). Berlin 1901.
- Urkundenbuch zum Seekriegsrecht, Berlin 1913.
- Internationales Privatrecht. In: Philipp Zorn, Herbert von Berger (Schriftleitung): Deutschland unter Kaiser Wilhelm II. Hrsg. von Siegfried Körte, Friedrich Wilhelm von Loebell u. a. 3 Bände. Reimar Hobbing, Berlin 1914.
- Zur Vorgeschichte des internationalen Privatrechts im deutschen bürgerlichen Gesetzbuch ("die Gebhardschen Materialien"), München 1915.
- Belgien und seine Neutralisierung, München 1917.
- Völkerrecht, Berlin 1923.
- unter dem Pseudonym „T. H. Neomario“: Geschichte der Stadt Rom. 2 Bände. Selbstverlag, Kiel-Kitzeberg 1931/1933.
- (postum) Erinnerungen und Betrachtungen aus drei Menschenaltern. Aus dem Nachlass hrsg. von Annemarie Niemeyer. Mühlau, Kiel 1963 (mit Schriftenverzeichnis).

### Herausgeber
- Niemeyer’s Zeitschrift für internationales Recht. Vahlen, Berlin 1915–1937.
- Handbuch des Abrüstungsproblems. Hrsg. im Auftrag des deutschen Studienausschusses für Fragen der Friedenssicherung. Dr. W. Rothschild, Berlin-Grunewald 1928.